# المحراق (جرانة)

تعديل مصدري - تعديل

المحراق محلة تابعة لقرية جرانة، التابعة لعزلة جرانة بمديرية بعدان إحدى مديريات محافظة إب في الجمهورية اليمنية، بلغ تعداد سكانها 55 حسب تعداد اليمن لعام 2004.